# MG 3 I
Pour les articles homonymes, voir MG3 (homonymie).
La MG3 de première génération (ou MG3 SW) est une automobile construite par Morris Garages (MG) entre août 2008 et 2011, sous l'égide du constructeur chinois Nanjing Automobile.

## Une MG « sauceRover»
C'est ainsi que les journalistes qualifièrent la nouvelle MG3 lors de sa présentation officielle. En effet, cette dernière n'est autre qu'une énième déclinaison d'un modèle Rover existant, puisqu'il s'agit de la Rover Streetwise, tout juste rebadgée. La seule modification réside dans l'adoption de répétiteurs de clignotants dans les rétroviseurs.

## Lancement
En août 2006, MG est racheté par le constructeur chinois Nanjing Automobile. Il rachète en même temps, les plans et les droits de production de l'ensemble de la gamme MG-Rover. C'est ainsi qu'il redécouvre la Rover 25 et ses 2 dérivés; la MG ZR et la Rover Streetwise. MG relance la production de la ZR sans aucun changement, ainsi que celle de la Rover 25 et de la Rover Streetwise, tout simplement rebadgée MG.

## Carrière
L'arrivée de la « nouvelle » MG3 SW n'a pas bouleversé le marché automobile chinois. La base de la voiture étant déjà relativement ancienne, la concurrence n'eut guère de mal à proposer mieux et moins cher. Tant bien que mal, la MG3 permet à MG d'assurer seulement une présence sur le marché de plus en plus concurrentiel des berlines polyvalentes, en attendant un modèle 100 % nouveau.

## Les motorisations
Les motorisations de la MG3, ont toutes été reprises du cocktail MG ZR, Rover 25 et Rover Streetwise. À noter que certaines de ses motorisations (les plus faibles en versions essence) sont reprises de la Rover 200, née à l'automne 1996 !
En 2011, la carrière de la MG3 a pris fin après quelques milliers d'exemplaires vendus. Le modèle a depuis été remplacé pour une nouvelle génération de MG3, laquelle n'a plus rien à voir avec l'actuelle. Plus moderne, plus jolie, mieux finie et plus sûre, cette nouvelle génération devrait être introduite sur le marché automobile anglais en 2013 avant de débarquer sur le marché européen l'année suivante.